# François-Joseph-Charles Reverchon
Francois-Joseph-Charles Reverchon ou François Reverchon, né à Meudon  le 11 avril 1829 et mort au Raincy le 9 avril 1901, est un sculpteur, graveur sur camée, médailleur français et dessinateur de portrait.

## Biographie
Francois-Joseph-Charles Reverchon est le fils de Charles-Nicolas Reverchon, militaire au 53e régiment d'infanterie de ligne et de Marie Thérèse Denise Aubée.
Élève de David d’Angers et de Louis-Denis Caillouette, il expose au Salon de 1857 à 1888.
En 1851, il épouse Louise Joséphine Desclaid, qui pratique également la gravure et qui expose au Salon de 1866 et 1868. Le couple donne naissance à Charles-Joseph-Denis Reverchon (né en 1849) et à Marguerite-Arthurine-Clémence Reverchon (1862-1911).
Il obtient une médaille à Troyes en 1860 ; une médaille de 3e classe à Metz en 1861 et une médaille de 3e classe à Rouen en 1862. Il obtient au Salon de 1863 un deuxième prix et un rappel de deuxième prix à celui de 1869. En 1874, le jury de l'Union centrale lui accorde la médaille d'or.
Au Salon de 1886, il propose les portraits du maréchal de Mac Mahon, président de la République, et celui de l’amiral de Montaignac, sénateur.
Il meurt à son domicile à l'âge de 71 ans.

## Distinction
- Officier d'académie en 1889[8].